# کارلین هادسون
کارلین هادسون (انگلیسی: Carlin Hudson؛ زادهٔ ۱ نوامبر ۱۹۹۶) بازیکن فوتبال اهل ایالات متحده آمریکا است.
از باشگاه‌هایی که در آن بازی کرده‌است می‌توان به واشینگتن اسپیریت اشاره کرد.